# SN 2006nb
SN 2006nb – supernowa typu Ia odkryta 22 października 2006 roku w galaktyce A022653-0019. W momencie odkrycia miała maksymalną jasność 22,80m.